# Schoenoplectus multisetus
Schoenoplectus multisetus là loài thực vật có hoa trong họ Cói. Loài này được Hayas. & C.Sato mô tả khoa học đầu tiên năm 2004.